# النحي (الضليعة)
'

تعديل مصدري - تعديل

النحي هي إحدى قرى عزلة الضليعة بمديرية الضليعة التابعة لمحافظة حضرموت، بلغ تعداد سكانها 460 نسمة حسب تعداد اليمن لعام 2004.